# Хектор, Йонни
Йонни Хектор (швед. Jonny Hector; род. 13 февраля 1964, Мальмё) — шведский шахматист, гроссмейстер (1991).
Гроссмейстер ИКЧФ с 1999. 
Чемпион Швеции (2002).
В составе сборной Швеции участник 4-х Олимпиад (1988, 1992, 2000—2002) и 4-х командных чемпионатов Европы (1989, 2001—2005).

## Изменения рейтинга
| Графики недоступны из-за технических проблем. См. информацию на Фабрикаторе и на mediawiki.org. |